# Golfforum Lummen
Golfforum Lummen, waarvan de gronden in eigendom zijn van Intersportif Immo NV en de dagelijkse uitbating in handen is van Golfforum NV is een Belgische golfclub bij Lummen. De club, opgericht in 1995, bevindt zich aan de rand van het Knooppunt Lummen en de autostrade A2/E314 in het gehucht Rekhoven.

## De baan
In de omgeving van Lummen en het klaverblad, op een vrij vlak terrein, kan men golfen op een 9-holes golfbaan en op een  par 3 oefenbaan met 3 holes.
De club heeft verder een overdekte driving range.

## Ontstaan en geschiedenis
De terreinen werden in 1993 door Geert Diepers voorzien van een driving range waarop ook 3 holes waren voorzien.

In 1995 namen Pierre Leeman, Jef Schepers en Miel Vandepaer de uitbating over en deze gingen verder met de ontwikkeling van in totaal 9 holes en een losstaande driving range.
In 2019 werder plannen aangevat om de golfbaan uit te breiden met 6 bijkomende holes omdat eerder een plan voor 9 bijkomende holes werd afgekeurd door het Agentschap Natuur en Bos.

In 2022 werd het plan finaal aangepast naar een uitbreiding met 3 extra holes.
Als ludieke aanklacht tegen de vele aanwezige honden van andere clubleden, bracht een lid in 2015 een kameel mee op de golfbaan.